# SLC22A13
SLC22A13‏ (Solute carrier family 22 member 13) هوَ بروتين يُشَفر بواسطة جين SLC22A13 في الإنسان.